# Muhammad Jabir di Ternate
Muhammad Jabir (Ternate, 4 marzo 1902 – Giacarta, 4 luglio 1975) è stato un sovrano indonesiano.
Fu sultano di Ternate dal 1929 fino alla sua morte.

## Biografia

### Gioventù e ascesa al trono
Iskandar Muhammad Jabir nacque a Ternate nel 1902, figlio del sultano Muhammad Usman e di una delle sue mogli, Boki Mihir. Suo padre si era dimostrato particolarmente ostile agli olandesi durante il suo regno e ne aveva ostacolato le interferenze nello stato; per questi motivi nel dicembre del 1914 era stato arrestato ed esiliato a Giava con tutta la sua famiglia. Nessun nuovo sultano venne nominato per anni. Muhammad Jabir che si era formato alla scuola europea di Ternate, venne invitato a frequentare le scuole superiori a Giacarta nel 1917, prestando servizio anche come vice residente a Sumbawa per qualche tempo, facendo pratica di amministrazione. Nel 1929, infine, ottenne il permesso di tornare a Ternate e venne riposto sul trono col consenso delle autorità olandesi.

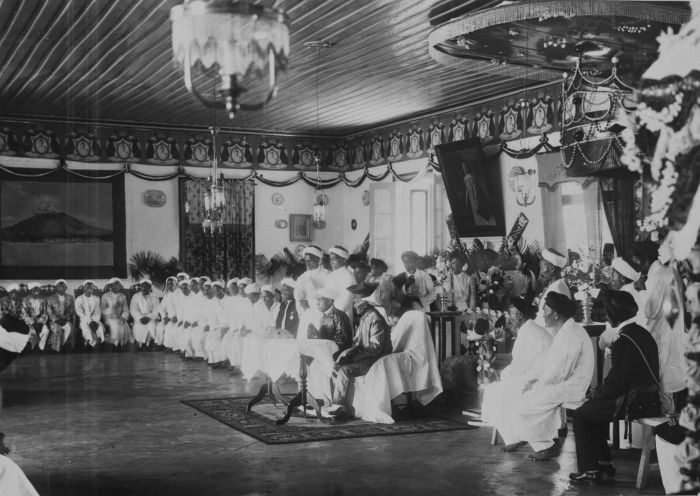
Il matrimonio del sultano Muhammad Jabir con Boki Maryam a Bacan, 1930.

### La guerra e la rivoluzione
Le Indie orientali olandesi vennero attaccate dai giapponesi nel 1941-42 e ben presto sopraffatte. Nel 1944, gli Alleati iniziarono a liberare parte dell'Indonesia e dalla loro nuova base a Morotai presero contatti col sultano per estradarlo in sicurezza presso l'isola di Hiri, che non era ancora stata occupata dalle truppe giapponesi. Una moto d'acqua alleata lo raccolse e lo portò dapprima a Morotai e poi in Australia. Il sultano ottenne di poter tornare a Ternate dopo la resa dei giapponesi nell'agosto del 1945, avendo inoltre ottenuto il rango di tenente colonnello dell'esercito coloniale olandese, ottenendo il comando delle truppe che si erano opposte al dominio giapponese. Ad ogni modo, era già in atto la Rivoluzione indonesiana. Il nazionalismo indonesiano non era particolarmente forte nelle Molucche, ma alle successive elezioni Muhammad Jabir si schierò apertamente per il Partai Persatuan Maluku Utara (PASMU) contro il nazionalista Persatuan Indonesia (PI). Il PASMU ad ogni modo non ottenne dei seggi in parlamento a Makassar. Muhammad Jabir venne nominato ministro degli interni dell'Indonesia nel biennio 1949–50.

### Dopo l'indipendenza
Dopo l'indipendenza dell'Indonesia, lo stato dell'Indonesia orientale venne sciolto nel 1950 ed unito al resto dello stato. Durante il periodo precedente Muhammad Jabir aveva dato prova di essere un politico dotato, ma ora era sospettato di aver sostenuto la Repubblica delle Molucche meridionali, uno stato separatista che si era opposto alla repubblica indonesiana, e pertanto le autorità indonesiane lo arrestarono e lo portarono a Makassar per essere processato. Una volta discolpato, non tornò comunque a Ternate ma ripiegò su Giacarta e tale decisione si rivelò la più giusta per non creare ulteriori attriti tra la popolazione di Ternate ed il nuovo governo indonesiano. A Giacarta, il sultano collaborò con il ministero dell'interno sino al suo pensionamento nel 1960. Tornò a Ternate per una breve visita nel 1953. Dopo il 1963, il sultano, seguendo le indicazioni che gli pervenivano dal suo popolo, collaborò sempre più per il mantenimento delle vecchie tradizioni locali tramite un movimento sociale, culturale e politico di cui pose a capo suo figlio Mudaffar Sjah. La diffusione a macchia d'olio del movimento, fece sì che nel 1968 il governo chiedesse a Mudaffar Sjah di bloccare le proprie azioni.
Muhammad Jabir morì a Giacarta nel 1975. Alcuni aspetti culturali furono tuttavia ripristinati da Mudaffar Sjah che fu intronizzato come sultano titolare nel 1986.

## Matrimoni e figli
Il sultano Muhammad Jabir sposò le seguenti mogli:
- Hamidah di Soa Siu
- Boki Maryam, figlia del sultano Muhammad Usman di Bacan

Ebbe otto figli, cinque maschi e tre femmine:
- Awaluddin
- Mudaffar Sjah, sultano titolare di Ternate
- Sjarifuddin Sjah, sultano titolare di Ternate
- Abdul Hamid
- Affandi
- Boki Syarinsad
- Boki Rawang
- Boki Fatima